# Marie-Pierre Arthur
Marie-Pierre Arthur, née Marie-Pierre Fournier le 15 décembre 1978 à Grande-Vallée, est une auteure-compositrice-interprète, bassiste et compositrice québécoise.

## Biographie
Marie-Pierre Arthur grandit à Grande-Vallée en Gaspésie, où elle est née en 1978,. Elle s'installe à Montréal, joue de la basse dans plusieurs groupes et suit des cours de chant jazz à l'Université de Montréal,. Après ses études, Marie-Pierre Arthur enseigne le chant au Cégep. Elle fait ses armes dans la musique en acceptant tous les contrats qu'on lui propose. Elle joue notamment pour Édith Butler et devient choriste de Nanette Workman. Elle commence à se faire un nom en jouant pour Ariane Moffatt, puis au sein de Béluga, où elle côtoie Louis-Jean Cormier et François Lafontaine. Elle travaille ensuite avec Karkwa sur l'album Le Volume du vent en tant que choriste,. La musicienne interprète des reprises en compagnie de Cormier et Lafontaine au sein du trio Marie et les marchands d'armes.

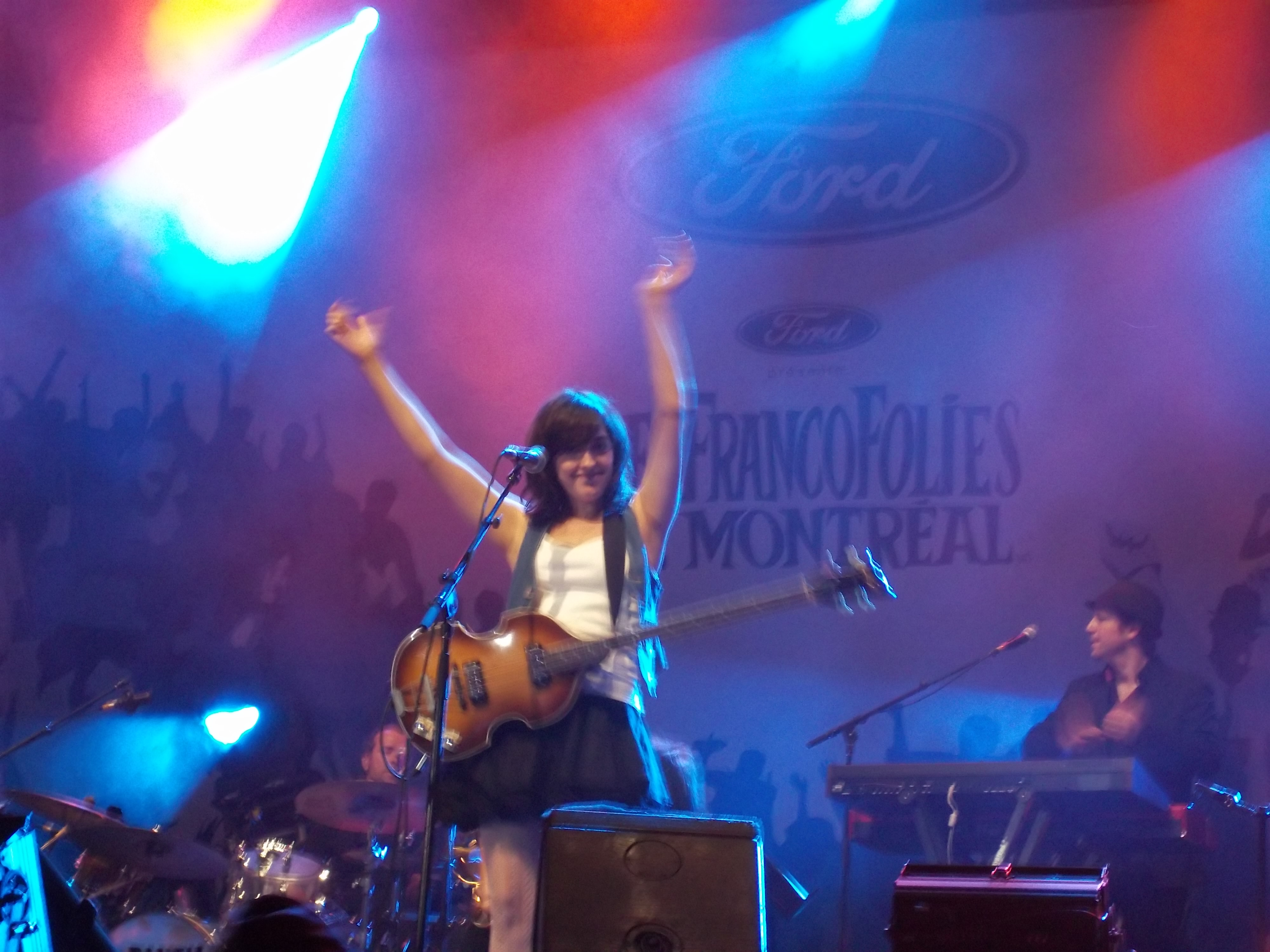
Marie-Pierre Arthur apparaissant dans le spectacle de Damien Robitaille aux FrancoFolies de Montréal 2011.

Elle entame une carrière solo avec l'album Marie-Pierre Arthur, édité en février 2009. Le disque comporte une reprise de Daniel Lavoie, il est enregistré avec la participation de Gaële Tavernier, qui coécrit la majorité des textes avec  Arthur. En 2011, elle est porte-parole de la 15e édition du concours musical Francouvertes.
Son deuxième album, Aux alentours, sort en février 2012. Elle coécrit la musique avec son conjoint François Lafontaine, également réalisateur du disque, et les textes avec Gaële Tavernier et Jim Corcoran. Marie-Pierre Arthur est accompagnée de François Lafontaine, du guitariste Olivier Langevin et du batteur Robbie Kuster,. Le disque est édité en France par Polydor.

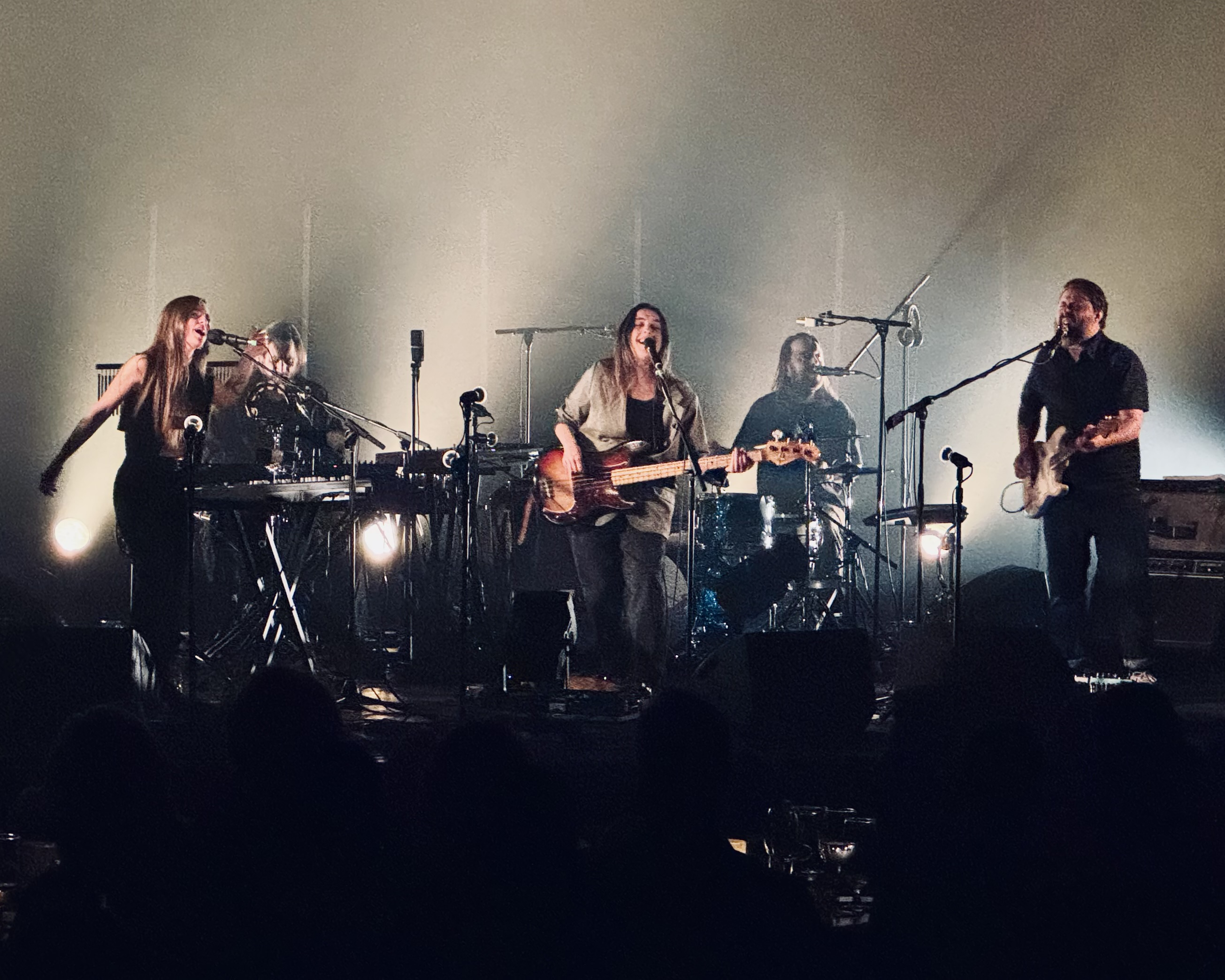
Marie-Pierre Arthur et son groupe en spectacle au Théâtre Granada, à Sherbrooke, en 2025.

Son troisième album, Si l'aurore, sort le 17 février 2015, chez Simone Records. Son quatrième album, Des feux pour voir, paraît le 24 janvier 2020. Puis, elle a fait paraître un EP en 2022, Dans tes rêves, qui est accompagné d'un film-concert. De plus, son cinquième album intitulé, Album bleu, est marqué par le changement de nouvelles collaborations, de nouveaux musiciens, de nouvelle gérance et même un nouvel appartement montréalais. 

## Distinctions
- Marie-Pierre Arthur est nommée au gala de l'ADISQ 2009 dans les catégories « Révélations », « Album folk de l'année » et « Chanson populaire de l'année »[6]. L'année suivante, elle est nommée dans la catégorie « Spectacle de l’année - Auteur-compositeur-interprète ».
- Coup de Cœur chanson francophone 2021 de l'Académie Charles Cros pour l'album Des Feux pour Voir, remis dans le cadre des rencontres professionnelles du Printival Boby Lapointe le 23 avril 2021[13].

## Style musical
Marie-Pierre Arthur chante et écrit en français dans un style rock et folk avec une voix lyrique,.

## Discographie

### Albums
- Marie-Pierre Arthur (Bonsound, 2009)
- Aux alentours (Bonsound, 2012)
- Si l'aurore (Simone Records, 2015)
- Des feux pour voir (Simone Records, 2019)
- Album bleu (Simone Records, 2024)